# Lola & Virginia
Lola & Virginia est une série d'animation espagnole réalisée par Imira Entertainment et diffusée par la RTVE.
En France, elle est diffusée sur France 3, Gulli et sur Nickelodeon France du 1er juillet 2009 au 30 août 2009 à 6h. Elle reste inédite dans les autres pays francophones.

## Synopsis
Lola, 12 ans est une éternelle optimiste : elle voit toujours le bon côté des choses. Mais son monde bascule le jour où Virginia fait irruption dans sa vie. Virginia est une petite fille riche et prétentieuse. Elle a tout pour elle : elle est mignonne, elle a de bonnes notes, tous les garçons à ses pieds et, pour couronner le tout, des parents richissimes prêts à céder au moindre de ses caprices. 
Entre les deux filles, il y a de l’électricité dans l’air et les ennuis ne font que commencer…

## Épisodes
1. Des larmes pour Charly
2. Incognito
3. Un tee-shirt pour deux
4. Le petit copain idéal
5. Glam Girl
6. Poupées à tout prix
7. Steak et rock'n roll
8. Planet girl
9. Tout schuss
10. Sherlock Lola
11. Attraction fatale
12. Nos amis les bêtes
13. Une équipe de choc
14. Le grand frère
15. La guerre des bougies
16. Lola collection
17. La belle et les cafards
18. Secrets de copines
19. Une moto à la carte
20. Amies à tout prix
21. A la Une !
22. Duel de skate
23. Coup de foudre à San Lorenzo
24. Un petit air de famille
25. Même pas peur
26. L'amie qui venait de loin
27. Le secret d'Hugo
28. Le fan club
29. Une photo compromettante
30. 30 minutes chrono
31. Sur la touche
32. Le livre noir de San Lorenzo
33. Radio San Lorenzo
34. Savon yéti
35. Il faut sauver la grenouille Rana
36. Lola tombe sur un os
37. Miss Egypte
38. Coeurs givrés
39. La flamme olympique
40. Un petit boulot d'enfer
41. Soirée pyjama
42. Le choix de Virginia
43. Un tableau pour San Lorenzo
44. Institut Virginia
45. Journal intime
46. Bob l’éclair
47. Princesse Lola
48. La fièvre acheteuse
49. La meilleure élève de l'année
50. Le petit ami d'Haidé
51. Haute tension
52. Lola fait son cinéma

## Voix
- Isabelle Volpé : Lola
- Nayéli Forest : Virginia
- Nathalie Bienaimé : Poppy, la maîtresse, la maman de Lola, la maman de Virginia, voix additionnelles
- Laure Maturier
- Marie Vanpeene

- Studio de doublage : Audi'Art
- Direction artistique : Bernard Jung

 Source et légende : version française (VF) sur RS Doublage